# Коробов, Матвей Георгиевич
Матве́й Гео́ргиевич Ко́робов (род. 7 января 1983, Оротукан, Магаданская область) — российский боксёр-профессионал. Заслуженный мастер спорта России. Обладатель Кубка мира (2005), двукратный чемпион мира (2005, 2007) и Европы (2006), чемпион России (2003, 2004, 2006 и 2007) в любителях.

## Любительская карьера
Был назван в честь прадеда. Близкие называют Коробова Мо́тей. В США Коробова зовут Мэтт (англ. Matt). Начинал заниматься боксом под руководством отца. До 14 лет тренировался в Оротуканской детско-юношеской спортивной школе под руководством заслуженного тренера России Виктора Говорова и Виктора Шиканова. С 14 лет тренировался в школе ЦСКА под руководством Нагима Хуснутдинова, 7 лет жил у тренера дома.
В 2005 году выиграл чемпионат мира, победил в финале боксёра с Украины, Исмаила Силлаха.
В 2007 году также выиграл чемпионат мира.
На Олимпийских играх 2008 года в Пекине 25-летний Коробов считался одним из главных фаворитов на золото в своей весовой категории до 75 кг. В первом круге Коробов уверенно победил шведского боксёра (18-6), но уже во втором круге уступил олимпийскому чемпиону 2004 года Бахтияру Артаеву из Казахстана (7-10). Сам Артаев в следующем бою проиграл будущему олимпийскому чемпиону британцу Джеймсу Дегейлу (3-8). Тренер Коробова Нагим Хуснутдинов, которого не было на Играх в Пекине, после Олимпиады в интервью заявил, что на последних сборах перед играми тренеры сборной России сделали из двукратного чемпиона мира Коробова «урода», испортив тому стойку. Коробов в своём блоге весной 2009 года также отметил, что отсутствие тренера и недочёты в подготовке повлияли на то, что он проиграл в Пекине Бахтияру Артаеву.

## Профессиональная карьера
Сразу после неудачи на пекинской Олимпиаде Коробов перешёл в профессионалы, подписав в сентябре 2008 года контракт с промоутерской компанией Top Rank. Уже 1 ноября 2008 года провёл свой первый профессиональный бой, выиграв у мексиканца Марио Евангелисты. В 2008 году выиграл ещё один бой, а в 2009 году провёл 7 боев и все выиграл. В США сначала тренировался под руководством Дэна Бирмингема, с мая по сентябрь 2009 года работал с Джоном Рояло, до сентября 2010 года с Кенни Адамсом, в настоящее время (апрель 2011) — с Майком Маккаллумом.
Родители Коробова живут в США с конца 1990-х.

### Чемпионский бой сЭнди Ли
13 декабря 2014 года состоялся титульный бой Матвея Коробова за вакантный титул чемпиона мира в среднем весе по версии WBO. Противостоял ему ирландец Энди Ли (33-2), который обладает большим опытом выступлений на высоком уровне. Ли победил техническим нокаутом в шестом раунде.
По контракту должен был провести 3 боя в 2015 году. Первый бой планировался на май-июнь. Позднее было объявлено, что Матвей выйдет на ринг 24 октября в рамках вечера Кроуфорд — Жан. Его соперником должен был стать мексиканец Хосуэ Овандо. Столь долгий простой россиянин объяснил тем, что промоутеры (Top Rank) не давали ему боёв. Некоторое время спустя Коробов отказался от боя с Овандо, мотивировав это решение малоизвестностью соперника.
Однако, контракт на бой с Овандо всё таки был подписан. 16 января 2016 года Коробов успешно вернулся на ринг после годичного перерыва, одержав победу по очкам.

## Таблица боёв
В таблице перечислены результаты всех поединков боксёров.
В каждой строке указан результат поединка. Дополнительно номер поединка обозначен цветом, который обозначает итог поединка. Расшифровка обозначений и цветов представлена в нижеследующей таблице.
| Пример | Расшифровка                     |
| ------ | ------------------------------- |
|        | Победа                          |
|        | Ничья                           |
|        | Поражение                       |
|        | Планируемый поединок            |
|        | Поединок признан несостоявшимся |
| КО     | Нокаут                          |
| ТКО    | Технический нокаут              |
| PTS    | Решение судей (по очкам)        |
| UD     | Единогласное решение судей      |
| MD     | Решение большинства судей       |
| SD     | Раздельное решение судей        |
| RTD    | Отказ от продолжения боя        |
| DQ     | Дисквалификация                 |
| NC     | Поединок признан несостоявшимся |

| Результат | Соперник           | Показатели соперника | Тип | Раунд, Время | Дата             | Место боя                                             | Комментарии |
| --------- | ------------------ | -------------------- | --- | ------------ | ---------------- | ----------------------------------------------------- | --- |
| 28-4-1    | Рональд Эллис      | 17-1-2               | RTD | 4 (10), 3:00 | 12 декабря 2020  | Анкасвилл, Нью-Лондон, Коннектикут, США               | |
| 28-3-1    | Крис Юбенк мл.     | 28-2                 | TKO | 2 (12), 0:34 | 7 декабря 2019   | Барклайс-центр, Бруклин, Нью-Йорк, США                | Бой за титул временного чемпиона мира по версии WBA в среднем весе. Коробов повредил левое плечо.                             |
| 28-2-1    | Имманувэль Алим    | 18-1-1               | MD  | (10)         | 11 мая 2019      | EagleBank Arena, Фэрфакс, Виргиния, США               | Счёт: 97-93 и 95-95 (дважды).                                                                                                 |
| 28-2      | Джермалл Чарло     | 27-0                 | UD  | (12)         | 22 декабря 2018  | Барклайс-центр, Бруклин, Нью-Йорк, США                | Бой за титул временного чемпиона мира по версии WBC (1-я защита Чарло) в среднем весе. Счёт судей: 108-119, 112-116 (дважды). |
| 28-1      | Джонатан Батиста   | 16-12                | UD  | 6 (6)        | 24 марта 2018    | Miami Airport Convention Center, Майами, Флорида, США | |
| 27-1      | Скотт Сигмон       | 27-9-1               | UD  | 8 (8)        | 18 ноября 2016   | Osceola Heritage Center, Киссимми, Флорида, США       | Счёт судей: 80-72 (все). |
| 26-1      | Брайан Вера        | 23-10                | UD  | 8 (8)        | 25 июня 2016     | The Bomb Factory, Даллас, Техас, США                  | Счёт судей: 78-70 79-69 79-69.                                                                                                |
| 25-1      | Хосуэ Овандо       | 14-8-1               | UD  | 8 (8)        | 16 января 2016   | The Bomb Factory, Даллас, Техас, США                  | Счёт судей: 80-71 (все). |
| 24-1      | Энди Ли            | 33-2                 | TKO | 6 (12), 1:10 | 13 декабря 2014  | Лас-Вегас, США                                        | Бой за вакантный титул чемпиона мира по версии WBO в среднем весе.                                                            |
| 24-0      | Хосе Ускатеги      | 22-0                 | UD  | 10           | 28 июня 2014     | Омаха, США                                            | 96-92, 97-91, 97-91. Выиграл титул WBO Inter-Continental в среднем весе. Ускатеги 2 раза в нокдауне в 7 раунде.               |
| 23-0      | Эмиль Гонсалес     | 11-7-1               | RTD | 6 (8)        | 19 апреля 2014   | Орландо (Флорида), США                                | |
| 22-0      | Дерек Эдвардс      | 26-2-1               | TKO | 9 (10), 0:28 | 7 декабря 2013   | Атлантик-Сити, США                                    | Эдвардс в нокдауне во 2 раунде.                                                                                               |
| 21-0      | Грэди Брюэр        | 30-16                | UD  | 8            | 28 сентября 2013 | Карсон (Калифорния), США                              | 80-71, 80-71, 79-72. Брюэр в нокдауне в 5 раунде.                                                                             |
| 20-0      | Осси Дюран         | 28-10-2              | TKO | 3 (8), 0:58  | 15 июня 2013     | Даллас, США                                           | Дюран в нокдауне во 2 раунде.                                                                                                 |
| 19-0      | Артуро Родригес    | 12-12                | TKO | 5 (8), 1:07  | 16 февраля 2013  | Тихуана, Мексика                                      | |
| 18-0      | Милтон Нуньес      | 24-5-1               | UD  | 8            | 27 октября 2012  | Эль-Пасо (Техас), США                                 | 80-72, 80-72, 80-72. |
| 17-0      | Латиф Манди        | 10-3                 | KO  | 4 (8), 0:22  | 11 ноября 2011   | Лас-Вегас, США                                        | |
| 16-0      | Лестер Гонсалес    | 12-3-2               | UD  | 8            | 9 июля 2011      | Карсон (Калифорния), США                              | 78-74, 78-74, 78-74. |
| 15-0      | Маркос Примера     | 20-24-2              | UD  | 6            | 23 апреля 2011   | Такервилл (Оклахома), США                             | 60-54, 60-54, 60-54. |
| 14-0      | Майкл Уокер        | 19-6-1               | TKO | 1 (8), 1:31  | 12 марта 2011    | Лас-Вегас, США                                        | |
| 13-0      | Деррик Финдли      | 17-3                 | UD  | 8            | 20 ноября 2010   | Такервилл (Оклахома), США                             | 78-74, 78-74, 78-74. |
| 12-0      | Энтони Гринидж     | 14-4-1               | UD  | 8            | 11 сентября 2010 | Лас-Вегас, США                                        | 79-73, 79-73, 79-73. |
| 11-0      | Джошуа Снайдер     | 8-4-1                | UD  | 8            | 17 апреля 2010   | Атлантик-Сити, США                                    | 79-73, 78-74, 78-74. |
| 10-0      | Ламар Харрис       | 6-4-3                | TKO | 1 (6), 1:05  | 13 февраля 2010  | Лас-Вегас, США                                        | |
| 9-0       | Кен Данэм          | 6-11-1               | TKO | 3 (6), 1:29  | 19 декабря 2009  | Янгстаун, США                                         | Данэм в нокдаунах в 1 и 3 раундах.                                                                                            |
| 8-0       | Джеймс Уинчестер   | 10-2                 | UD  | 6            | 14 ноября 2009   | Лас-Вегас, США                                        | 60-54, 60-54, 60-54. |
| 7-0       | Бенджамин Диас     | 10-2-2               | KO  | 1 (4), 1:22  | 27 июня 2009     | Атлантик-Сити, США                                    | |
| 6-0       | Лорен Майерс       | 7-4                  | UD  | 4            | 13 июня 2009     | Нью-Йорк, США                                         | 40-36, 40-36, 40-36. |
| 5-0       | Энтони Бартинелли  | 20-12-2              | TKO | 2 (4), 2:15  | 2 мая 2009       | Лас-Вегас, США                                        | |
| 4-0       | Кори Джонс         | 4-4                  | TKO | 4 (4), 2:59  | 21 февраля 2009  | Лас-Вегас, США                                        | |
| 3-0       | Роберто Флорентино | 3-3                  | KO  | 1 (4), 2:26  | 24 января 2009   | Лос-Анджелес, США                                     | |
| 2-0       | Джейсон Уар        | 1-1-2                | TKO | 1 (4), 2:52  | 13 декабря 2008  | Атлантик-Сити, США                                    | |
| 1-0       | Марио Эванджелиста | 1-1                  | TKO | 3 (4), 1:03  | 1 ноября 2008    | Лас-Вегас, США                                        | |